# Joseph-Charles Aymard
Joseph-Charles Aymard, francoski general, * 1881, † 1961.